# Tincques
Tincques és un municipi francès situat al departament del Pas de Calais i a la regió dels Alts de França. L'any 2007 tenia 886 habitants.

## Demografia

### Població
El 2007 la població de fet de Tincques era de 886 persones. Hi havia 296 famílies de les quals 61 eren unipersonals (24 homes vivint sols i 37 dones vivint soles), 69 parelles sense fills, 142 parelles amb fills i 24 famílies monoparentals amb fills.
La població ha evolucionat segons el següent gràfic:
Habitants censats

### Habitatges
El 2007 hi havia 331 habitatges, 311 eren l'habitatge principal de la família, 5 eren segones residències i 14 estaven desocupats. 314 eren cases i 17 eren apartaments. Dels 311 habitatges principals, 253 estaven ocupats pels seus propietaris, 54 estaven llogats i ocupats pels llogaters i 5 estaven cedits a títol gratuït; 5 tenien dues cambres, 29 en tenien tres, 70 en tenien quatre i 207 en tenien cinc o més. 245 habitatges disposaven pel capbaix d'una plaça de pàrquing. A 135 habitatges hi havia un automòbil i a 147 n'hi havia dos o més.

### Piràmide de població
La piràmide de població per edats i sexe el 2009 era:
| Homes | Edats   | Dones |
| ----- | ------- | ----- |
| 0     | 95 o +  | 0     |
| 0     | 90 a 94 | 8     |
| 8     | 85 a 89 | 16    |
| 12    | 80 a 84 | 16    |
| 4     | 75 a 79 | 24    |
| 24    | 70 a 74 | 16    |
| 4     | 65 a 69 | 24    |
| 4     | 60 a 64 | 24    |
| 20    | 55 a 59 | 12    |
| 16    | 50 a 54 | 36    |
| 36    | 45 a 49 | 4     |
| 20    | 40 a 44 | 32    |
| 32    | 35 a 39 | 20    |
| 36    | 30 a 34 | 32    |
| 24    | 25 a 29 | 28    |
| 36    | 20 a 24 | 16    |
| 40    | 15 a 19 | 32    |
| 20    | 10 a 14 | 8     |
| 24    | 5 a 9   | 24    |
| 40    | 0 a 4   | 20    |

## Economia
El 2007 la població en edat de treballar era de 560 persones, 428 eren actives i 132 eren inactives. De les 428 persones actives 393 estaven ocupades (221 homes i 172 dones) i 34 estaven aturades (15 homes i 19 dones). De les 132 persones inactives 29 estaven jubilades, 66 estaven estudiant i 37 estaven classificades com a «altres inactius».

### Ingressos
El 2009 a Tincques hi havia 321 unitats fiscals que integraven 871 persones, la mediana anual d'ingressos fiscals per persona era de 18.302 €.

### Activitats econòmiques
Dels 50 establiments que hi havia el 2007, 4 eren d'empreses alimentàries, 3 d'empreses de fabricació d'altres productes industrials, 9 d'empreses de construcció, 11 d'empreses de comerç i reparació d'automòbils, 2 d'empreses de transport, 2 d'empreses d'hostatgeria i restauració, 2 d'empreses financeres, 2 d'empreses immobiliàries, 3 d'empreses de serveis, 9 d'entitats de l'administració pública i 3 d'empreses classificades com a «altres activitats de serveis».
Dels 17 establiments de servei als particulars que hi havia el 2009, 1 era una oficina de correu, 1 una oficina bancària, 4 tallers de reparació d'automòbils i de material agrícola, 1 autoescola, 1 paleta, 3 guixaires pintors, 2 fusteries, 1 lampisteria, 1 empresa de construcció i 2 perruqueries.
Dels 4 establiments comercials que hi havia el 2009, 2 eren fleques i 2 carnisseries.
L'any 2000 a Tincques hi havia 13 explotacions agrícoles.

## Equipaments sanitaris i escolars
L'únic equipament sanitari que hi havia el 2009 era una farmàcia.
El 2009 hi havia una escola elemental.

## Poblacions més properes
El següent diagrama mostra les poblacions més properes.